# ألان (لاعب كرة قدم مواليد 1979)
ألان (بالبرتغالية: Alan Osório da Costa Silva‏) هو لاعب كرة قدم برازيلي في مركز نصف الجناح، ولد في 19 سبتمبر 1979 في سالفادور في البرازيل. لعب مع سبورتينغ براغا وفيتوريا دي غيماريش ونادي بورتو ونادي ماريتيمو.

## وصلات خارجية
- ألان (لاعب كرة قدم مواليد 1979) على موقع الاتحاد الأوربي (الإنجليزية)
- ألان (لاعب كرة قدم مواليد 1979) على موقع قاعدة بيانات كرة القدم.إي يو (الإنجليزية)
- ألان (لاعب كرة قدم مواليد 1979) على موقع Soccerway.com (الإنجليزية)
- ألان (لاعب كرة قدم مواليد 1979) على موقع AS.com (الإسبانية)